# 超變身角色扮演前傳
《超變身角色扮演前傳》（ヒットをねらえ!）是日本在2004年3月8日至4月26日播放的原創電視動畫。m.o.e.在官方網站將《超變身巫女祈鬥士》（超変身コス∞プレイヤー）、《超變身角色扮演前傳》、《LOVE♥LOVE?》合稱變身3部作（変身3部作）並在獨立UHF放送局的動畫節目時段《A15》依序撥放這3部作品和《極限女孩》（UG☆アルティメットガール），在重播時則改名為《R15》的30分鐘動畫時段。A15的命名由來是播放15分鐘、推薦15歲以上觀眾收視（15禁動畫）。

## 故事
故事讲述想制作刑事电视剧而加入宝竹公司的生田美月，成为制作人后的工作却并非是刑事电视剧，而是以色气为卖点的特摄《超变身巫女祈斗士》。本作是从制作人角度展开的作品，展现了在电视剧、关联会社、事务所之间周转的辛苦...。

## 角色
生田美月（CV：能登麻美子）
主角，寶竹公司的製作人。
谷川彌生（CV：田口宏子）
生田的後輩，隸屬於寶竹版權部門。
早川和美（CV：笹島かほる）
電視劇「太陽一側(太陽サイド)」的製作人。
久留米健治郎（CV：草尾毅）
生田的前輩，製作人。
かのうたつお（CV：石井隆夫）
攝影師。
萩島翔 （CV：木ノ下ぐみ）
住在生田家隔壁的少年，小學三年級生。

## 主題歌
- OP「ヒットをねらえ!」

作詞：荒川稔久　作曲/編曲：佐橋俊彦　歌：能登麻美子
- ED「届けたい夢」

作詞：わたなべもも　作曲/編曲：有坂光弘　歌：亞波根綾乃

## 各話列表
| 話数  | 標題      | 劇本     | 分鏡             | 演出            | 作畫監督          |
| ----- | --------- | -------- | ---------------- | --------------- | ----------------- |
| TV#1  | そんなー! | 荒川稔久 | 高橋丈夫         | 迫井政行        | 野口孝行 山口真未 |
| TV#2  | うそだー! | 荒川稔久 | 山川幸久         | 山川幸久        | 石橋有希子        |
| TV#3  | そうかー! | 村山桂   | とよますたかひろ | 山川幸久        | 朴相辰            |
| TV#4  | おとこー! | 村山桂   | 武蔵関太郎       | 佐藤光敏        | 菊池愛            |
| TV#5  | もえろー! | 村山桂   | 玉井公子         | 迫井政行        | 野口孝行          |
| TV#6  | いやだー! | 村山桂   | 山川幸久         | 郷敏治          | 石橋有希子        |
| TV#7  | ひとり…。 | 村山桂   | 玉井公子         | 佐藤光敏        | 朴相辰            |
| TV#8  | みんなー! | 村山桂   | 玉井公子         | 松田清          | 菊池愛            |
| DVD#1 | やるぞー! | 荒川稔久 | 高橋丈夫         | 松田清 横山廣美 | 尹善奎 大島美和   |
| DVD#2 | おんなー! | 村山桂   | 宍戸淳           | 宍戸淳          | 小泉初榮          |
| DVD#3 | まさかー! | 村山桂   | 郷敏治           | 山川幸久        | 野口孝行          |
| DVD#4 | やっほー! | 荒川稔久 | 宍戸淳           | 山川幸久        | 石橋有希子        |

## 工作人員
- 企畫/原作：m.o.e.、IMAGIN、スタジオライブ[2]
- 原案：久米憲司、荒川稔久、大島美和、松村やすひろ
- 導演：高橋丈夫
- 系列構成：荒川稔久
- 人物設定/總作畫監督：大島美和
- 美術監督：宮前光春
- 美術設計：中村嘉博
- 色彩設計：中村近世
- 攝影監督：天花寺伸宏
- 編集：田熊純
- 音樂：佐橋俊彦
- 音樂監督：澁谷知子、小川敬一
- 音樂製作：サイトロン、デジタルコンテンツ
- 音響監督：高桑一
- 製作人：酒井明雄、芦田豊雄、あらかわまさのぶ
- 動畫製作：IMAGIN、スタジオライブ
- 製作：m.o.e.

## 外部連結
- .   [2015-10-16]. （原始内容存档于2012-03-21）.（日語）